# Miro Heiskanen
Miro Heiskanen (Espoo, Finlandia, 18 de julio de 1999) apodado Miro The Hero, es un jugador profesional finlandés de hockey sobre hielo que se desempeña en la posición de defensor izquierdo en Dallas Stars, equipo de la National Hockey League (NHL).

## Carrera
Fue seleccionado en la primera ronda en la NHL Entry Draft de 2017. En 2018 hizo su debut profesional con el equipo Dallas Stars, donde lleva jugando seis temporadas.